# عبد العزيز الشايجي
عبد العزيز حمد محمد صالح الشايجي مواليد الكويت 7 ديسمبر 1967، عضو سابق في مجلس الأمة الكويتي عن الحركة الدستورية الإسلامية - حدس.
حاصل على بكالريوس في الهندسة المعمارية سنة 1990 في الولايات المتحدة الأمريكية، عضو سابق في المجلس البلدي الكويتي (2005 - 2008) وعضو في مجلس الأمة الكويتي 2008، حصل في انتخابات مجلس الأمة الكويتي 2008 على 3347 صوت.

## مواقفه في مجلس الأمة
| الكتل                                                                          | حدس                         |
| اللجان                                                                         | المرافق العامة - الميزانيات |
| قانون صندوق المعسرين                                                           | موافق                       |
| الموازنة العامة للدولة                                                         | ممتنع                       |
| قانون ضمان الودائع البنكية                                                     | مؤيد                        |
| إعادة تشكيل اللجان المؤقتة                                                     | موافق                       |
| تقرير اللجنة المالية الرافض لإقامة الدواوين                                    | موافق                       |
| مقترح الحركة الدستورية الإسلامية في التحقيق في الشراكة مع داو والمصفاة الرابعة | موافق                       |
| التحقيق في عمل فريق الإزالات                                                   | رافض                        |
| مقترح اللجنة الثلاثية في التحقيق في داو والمصفاة الرابعة                       | غير موافق                   |

## وصلات خارجية
- عبد العزيز حمد محمد صالح الشايجي، Kuwait Politics Database